# لويس كونتريرز (لاعب كرة قدم)
لويس كونتريرز (بالإسبانية: Luis Contreras)‏ هو لاعب كرة قدم سلفادوري، ولد في 27 أكتوبر 1982 في لا يونيون في السلفادور. شارك مع منتخب السلفادور لكرة القدم. أما مع النوادي، فقد لعب مع نادي أكويلا ونادي سانتانيكوس أسوشيتد.

## وصلات خارجية
- لويس كونتريرز (لاعب كرة قدم) على موقع قاعدة بيانات كرة القدم.إي يو (الإنجليزية)
- لويس كونتريرز (لاعب كرة قدم) على موقع ناشيونال فوتبول تيمز (الإنجليزية)
- لويس كونتريرز (لاعب كرة قدم) على موقع Soccerway.com (الإنجليزية)
- لويس كونتريرز (لاعب كرة قدم) على موقع AS.com (الإسبانية)